# Mattia Perin
Mattia Perin (Latina, 10 november 1992) is een Italiaans doelman in het betaald voetbal. Hij verruilde Genoa in juli 2018 voor Juventus, dat 12 miljoen euro voor hem betaalde. Genoa kreeg daarbij tot 3 miljoen euro extra aan eventuele bonussen in het vooruitzicht. Perin debuteerde in 2014 in het Italiaans voetbalelftal.

## Clubcarrière

### Genoa
Perin komt uit de jeugdacademie van Genoa. Hij kwam in januari 2010 bij het eerste elftal en werd zo op 17-jarige leeftijd derde doelman bij de club. Op 22 mei 2011, op de laatste speelronde van het seizoen, maakte hij zijn Serie A-debuut, tegen Cesena.
Hij werd vervolgens twee seizoenen uitgeleend. In juli 2011 werd hij een jaar uitgeleend aan Serie B-club Padova, waarvoor hij 25 wedstrijden keepte dat seizoen. In juli 2012 werd hij opnieuw uitgeleend, ditmaal aan het net gepromoveerde Pescara. Hij was opnieuw eerste keeper en kwam tot 30 wedstrijden. Terug bij Genoa was hij vijf seizoenen eerste doelman van Genoa.

### Juventus
In 2018 werd hij overgenomen door Juventus, dat 16,3 miljoen euro voor hem neerlegde. Hij werd daar tweede keeper achter Wojciech Szczęsny. Op 26 september maakte hij tegen Bologna zijn debuut voor Juventus. Hij miste de volledige eerste seizoenshelft van het seizoen 2019/20 door een schouderblessure en werd vervolgens in de winterstop voor anderhalf verhuurd aan zijn oude club Genoa, waar hij meteen weer eerste keeper werd. In totaal kwam Perin in twee periodes voor de club tot 263 wedstrijden.
In de zomer van 2021 keerde hij terug bij Juventus, waar hij op 8 december tegen Malmö FF zijn debuut maakte in de Champions League. Hij mocht steeds meer wedstrijden keepen en kwam in twee seizoenen tot dertig wedstrijden in alle competities. 

## Clubstatistieken
| Seizoen | Club              | Competitie | Competitie | Competitie | Beker | Beker | Internationaal | Internationaal | Totaal | Totaal |
| Seizoen | Club              | Competitie | Wed.       | Dlp.       | Wed.  | Dlp.  | Wed.           | Dlp.           | Wed.   | Dlp.   |
| ------- | ----------------- | ---------- | ---------- | ---------- | ----- | ----- | -------------- | -------------- | ------ | ------ |
| 2010/11 | Genoa             | Serie A    | 1          | 0          | 0     | 0     | —              | —              | 1      | 0      |
| 2011/12 | → Padova          | Serie B    | 25         | 0          | 0     | 0     | —              | —              | 25     | 0      |
| 2012/13 | → Delfino Pescara | Serie A    | 29         | 0          | 1     | 0     | —              | —              | 30     | 0      |
| 2013/14 | Genoa             | Serie A    | 37         | 0          | 1     | 0     | —              | —              | 38     | 0      |
| 2014/15 | Genoa             | Serie A    | 32         | 0          | 1     | 0     | —              | —              | 33     | 0      |
| 2015/16 | Genoa             | Serie A    | 25         | 0          | 0     | 0     | —              | —              | 25     | 0      |
| 2016/17 | Genoa             | Serie A    | 16         | 0          | 0     | 0     | —              | —              | 16     | 0      |
| 2017/18 | Genoa             | Serie A    | 37         | 0          | 1     | 0     | —              | —              | 38     | 0      |
| 2018/19 | Juventus          | Serie A    | 9          | 0          | 0     | 0     | —              | —              | 9      | 0      |
| 2019/20 | Juventus          | Serie A    | 0          | 0          | 0     | 0     | —              | —              | 0      | 0      |
| 2019/20 | → Genoa           | Serie A    | 21         | 0          | 0     | 0     | —              | —              | 21     | 0      |
| 2020/21 | → Genoa           | Serie A    | 32         | 0          | 0     | 0     | —              | —              | 32     | 0      |
| 2021/22 | Juventus          | Serie A    | 5          | 0          | 6     | 0     | 1              | 0              | 12     | 0      |
| 2022/23 | Juventus          | Serie A    | 11         | 0          | 4     | 0     | 3              | 0              | 18     | 0      |
| 2023/24 | Juventus          | Serie A    | 3          | 0          | 5     | 0     | —              | —              | 8      | 0      |
| 2024/25 | Juventus          | Serie A    | 5          | 0          | 0     | 0     | 2              | 0              | 7      | 0      |
| Totaal  | Totaal            | Totaal     | 288        | 0          | 19    | 0     | 6              | 0              | 313    | 0      |

Bijgewerkt op 20 augustus 2024.

## Interlandcarrière
Perin speelde voor diverse Italiaanse jeugdelftallen. Hij maakte op 11 augustus 2010 op 17-jarige leeftijd zijn debuut voor Italië -21, in een oefeninterland tegen Denemarken -21. In augustus 2012 riep Italiaans bondscoach Cesare Prandelli hem op als derde doelman voor een oefeninterland tegen Engeland. Ook werd Perin geselecteerd voor de Italiaanse selectie tijdens het WK 2014. Op 18 november 2014 debuteerde Perin in de vriendschappelijke interland tegen Albanië. Hij viel na 73 minuten in voor Salvatore Sirigu en hield zijn netten schoon.
| Interlands van Mattia Perin voor Italië | Interlands van Mattia Perin voor Italië | Interlands van Mattia Perin voor Italië | Interlands van Mattia Perin voor Italië | Interlands van Mattia Perin voor Italië | Interlands van Mattia Perin voor Italië |
| No.                                     | Datum                                   | Wedstrijd                               | Uitslag                                 | Competitie                              | Goals                                   |
| Als speler van Genoa CFC                | Als speler van Genoa CFC                | Als speler van Genoa CFC                | Als speler van Genoa CFC                | Als speler van Genoa CFC                | Als speler van Genoa CFC                |
| --------------------------------------- | --------------------------------------- | --------------------------------------- | --------------------------------------- | --------------------------------------- | --------------------------------------- |
| 1.                                      | 18 november 2014                        | Italië – Albanië                        | 1 – 0                                   | Vriendschappelijk                       |                                         |
| 2.                                      | 4 juni 2018                             | Italië – Nederland                      | 1 – 1                                   | Vriendschappelijk                       |                                         |

## Erelijst
| Kampioen Serie A | 1× | 2018/19 |
| Coppa Italia     | 1x | 2023/24 |